# Berthold Grosse

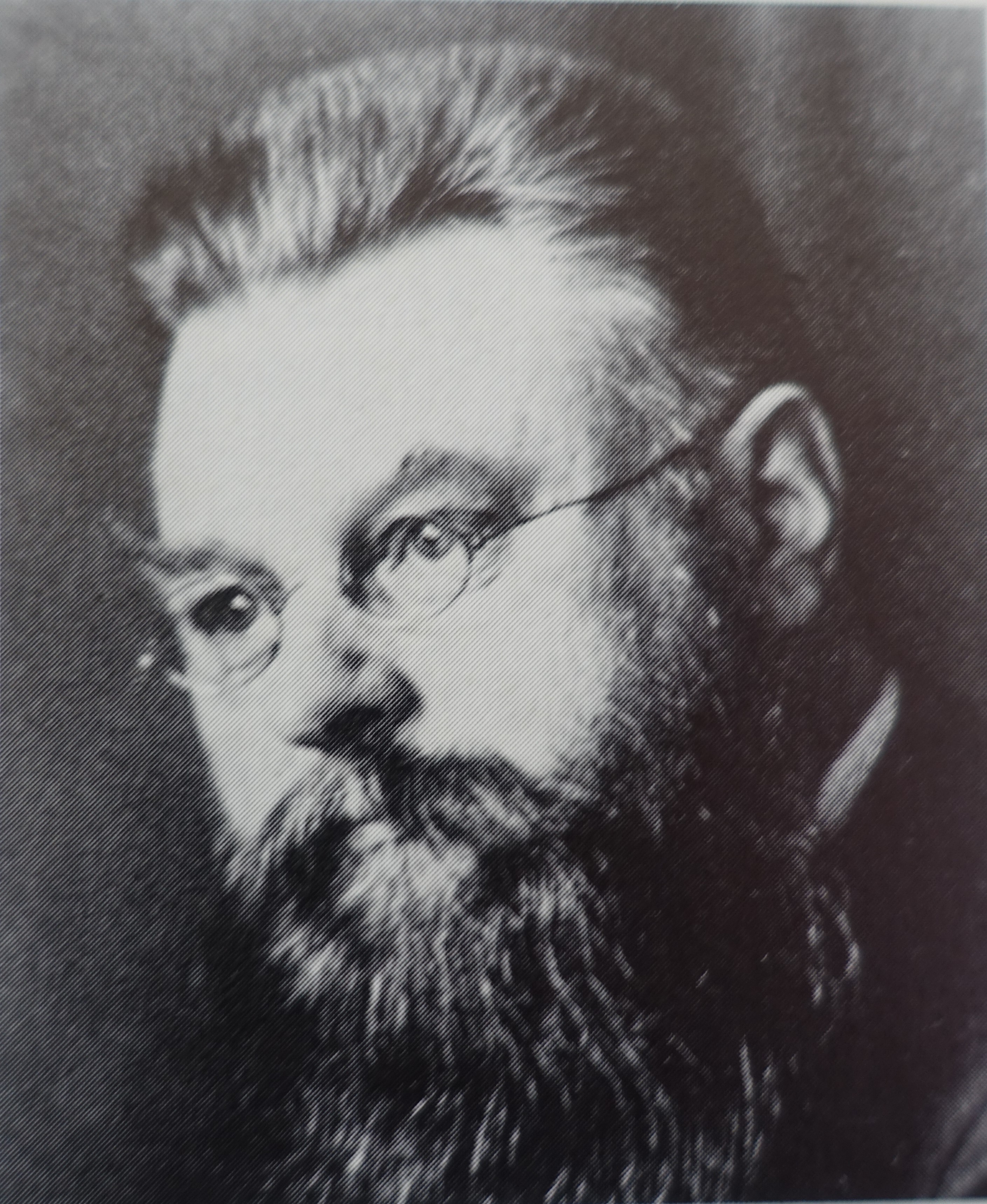
Berthold Grosse

Berthold Grosse (* 2. Juni 1863 in Welsleben; † 7. Oktober 1927 in Hamburg) war ein Tischler, Gewerkschafter, Präsident der Hamburgischen Bürgerschaft (1919–1921) und Senator im Hamburger Senat.

## Leben
Grosse stammte aus einer Bauernfamilie, die in Welsleben in der Nähe von Magdeburg ansässig war. Nach Besuch der Volksschule machte Grosse ab 1877 eine Lehre zum Tischler in Schönebeck (Elbe). Als Tischlergeselle war Grosse viel unterwegs, 1883 erfolgte der Eintritt in die Gewerkschaft der Holzarbeiter. 1888 wurde Grosse Vorsitzender des Tischler-Fachvereins Hannover, 1890 Mitglied des Hamburger Tischlerverbandes, im selben Jahr wurde er auch Delegierter im Hamburger Gewerkschaftskartell, einer Art Dachverband der Sozialistischen Gewerkschaften. Nachdem er 1895 eine Tätigkeit als Angestellter bei der Ortskrankenkasse in Altona aufgenommen hatte, gehörte er ab 1902 dem Vorstand an. 1902 wechselt er zum neu geschaffenen Arbeitersekretariat (Rechtsberatung für Gewerkschaftsmitglieder) des Gewerkschaftskartells Hamburg, Altona und Umgebung. Dort war er bis 1921 tätig. Bis 1906 Delegierter, wurde er in diesem Jahr zum Vorsitzenden des Gewerkschaftskartells für Hamburg und Umgebung gewählt, ein Amt, das er bis 1911 innehatte. 1907 wurde er in die Hamburgische Bürgerschaft gewählt, der er bis 1927 angehörte.
Grosse war seit 1884 Mitglied der Sozialdemokratischen Partei Deutschlands (SPD) und neben Otto Stolten eine der bestimmenden Persönlichkeiten der Hamburger Sozialdemokratie. Dass die Novemberrevolution in Hamburg weitgehend friedlich ablief, ist auch ihm zu verdanken. Grosse wurde im November 1918 für die Gewerkschaften in den Arbeiter- und Soldatenrat für Hamburg gesandt. Bei der Wahl zum Vorsitzenden unterlag er Heinrich Laufenberg nur knapp. Er wurde im Rat zum Stellvertreter des Roten Diktators Heinrich Laufenberg gewählt. Grosse war für Zusammenarbeit mit dem alten Senat und für den Parlamentarismus. Ende Dezember 1918 gab er seine Arbeit im Arbeiter- und Soldatenrat aus gesundheitlichen Gründen auf. Am 20. Januar musste Laufenberg nach Arbeiterprotesten zurücktreten und Karl Hense wurde Vorsitzende des Arbeiter- und Soldatenrates. Damit war der Weg in Richtung parlamentarische Demokratie frei und eine Neuwahl der Bürgerschaft wurde angesetzt. Nach der Bürgerschaftswahl im März 1919 wurde Grosse Präsident der Bürgerschaft. In der Rede zur Eröffnung der Bürgerschaft betonte er, dass das alte Wahlrecht nur einer Minderheit Vorteile verschafft habe und die neue Bürgerschaft nun „kraft des Rechts, das die Revolution geboren hat“ arbeiten würde. Er hob aber auch hervor: „Die Macht wollen wir aber nicht missbrauchen im Interesse einer Partei, sondern wir wollen sie anwenden im Interesse und zum Wohle der Gesamtheit“. Grosse erwarb sich in der parlamentarischen Arbeit Anerkennung von fast allen Parteien. Ende 1920 legte er sein Amt aus gesundheitlichen Gründen nieder. Nach dem Tod von Senator Max Hegemann wurde er am 7. September 1921 zum Senator gewählt. Er war zuständig für das Versicherungswesen, Jugendfragen und die Schlachthöfe in Hamburg. Nachdem er 1925 nicht erneut als Senator kandidiert hatte, verstarb Grosse nach längerer Krankheit im Oktober 1927.

## Ehrungen

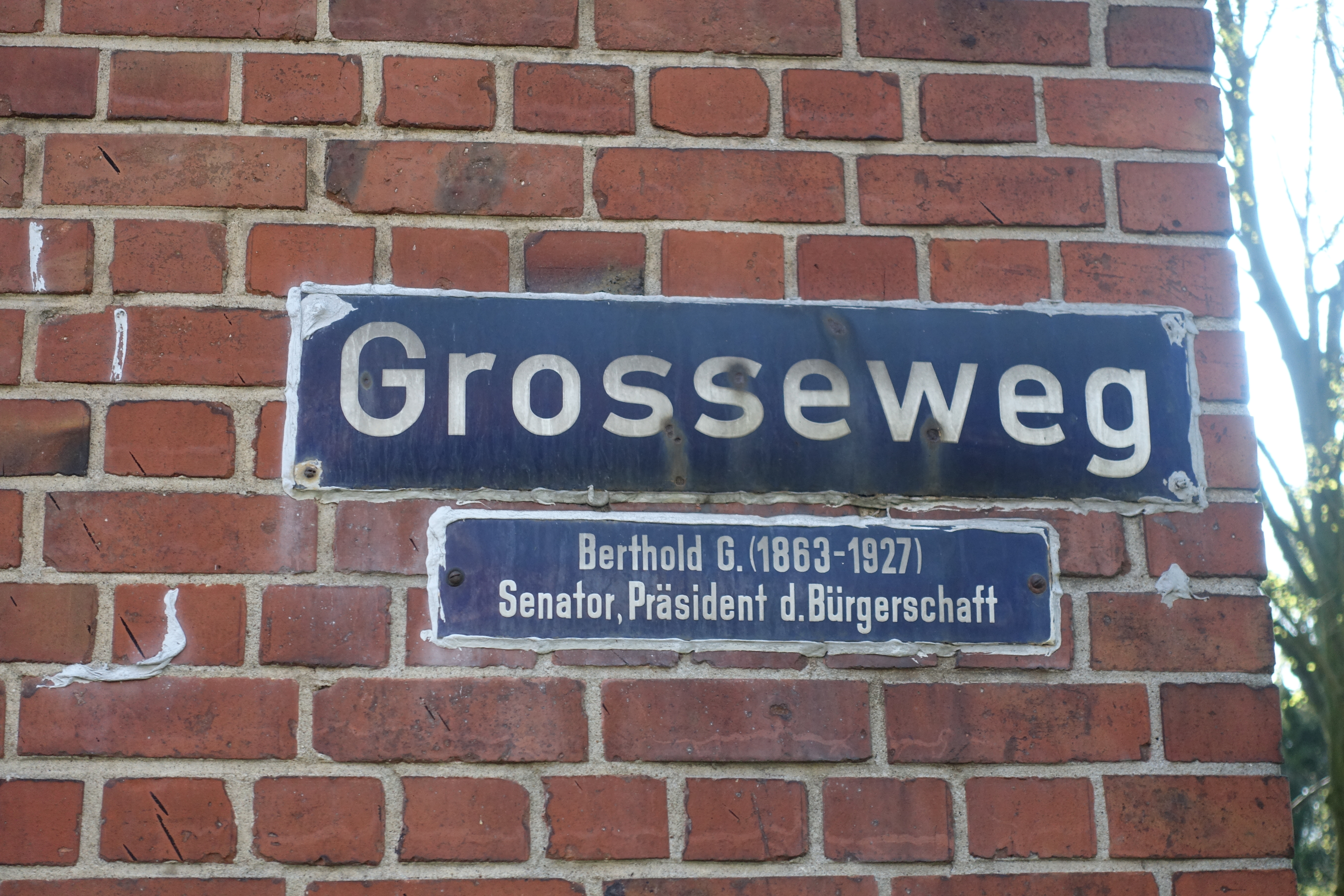
Straßenschild zu Berthold Grosse in Hamburg-Horn

- In Hamburg-Horn wurde der Grosse-Weg nach ihm benannt.